# Sparta Hallen
55°42′14.4″N 12°34′28.8″Ø / 55.704000°N 12.574667°Ø
Sparta Hallen tidligere den gamle B.93 tennishal, Gunnar Nu Hansens Plads 11, er en atletikhal ved Østerbro Stadion på Østerbro i København.

## Sparta Hallen
Sparta Atletik og Motion overtog hallen 1. maj 2008 og den er nu ombygget og renoveret til en ny indendørs atletikhal. 
Hallen indeholder træningsfaciliteter for atletik, omklædningsrum, klub-, mødelokaler samt klubbens kontor det såkaldte "Løbskontor".

## Den gamle B.93 tennishal
Opførelsen af den gamle B.93 tennishal påbegyndtes i 1910, og den blev indviet februar 1912 af det daværende kronprinspar Christian og Alexandrine. Den var Danmarks første indendørs tennishal, og er som sådan blevet fredet i 2009.. Hallens arkitekt var Søren Lemche Jacobsen (1864‐1955) og ingeniøren for jernbetonkonstruktionen var Edouard Suenson. Den er en langstrakt toetagersbygning som siden opførelsen og frem til 2008 har været benyttet som tennishal med to indendørs baner. På området lå også 20 udendørsbaner. I første omgang fik B.93 et tyveårigt lejemål på arealet af Københavns Kommune, men det blev senere forlænget til 99 år, dvs. frem til 2011.